# Semaeopus offlexa
Semaeopus offlexa är en fjärilsart som beskrevs av Louis Beethoven Prout 1918. Semaeopus offlexa ingår i släktet Semaeopus och familjen mätare. Inga underarter finns listade i Catalogue of Life.